# 人民宮殿 (ダマスカス)
人民宮殿（じんみんきゅうでん、アラビア語: قصر الشعب、[大統領宮殿]）は、 西アジアに位置する共和制国家であるシリア・アラブ共和国の首都ダマスカスにあるシリア大統領の官邸。
人民宮殿はダマスカス市の西、メッゼ地区の北、カシオン山の隣にあるメゼ山に位置し、市街を見渡す事ができる。本館の面積は31,500平方メートル (340,000平方フィート) です。メゼ山の高原全体は宮殿の敷地の一部であり、安全壁と監視塔で囲まれており、建物の前には大きな噴水があり、宮殿自体の大部分はカララ大理石で覆われた空の部屋で構成されている。
日本の建築家、丹下健三が設計者に名を連ねているが、彼は宮殿の建設が始まる前にプロジェクトからは辞任したと言われている。
1994年8月には、イスラエルーシリア間の和平交渉のためにアメリカ合衆国大統領クリントンがここバッシャール・アル＝アサドと会合を開いた。
2024年12月8日、2024年シリア反政府勢力の攻勢の最中に、反体制派が宮殿に侵入した。シリア人権監視団によると、「バッシャール・アル＝アサドは、ダマスカス国際空港経由でシリアを出国した。」と主張している。
2025年になって、宮殿はシリア暫定政府によって使用されるようになる。
2025年1月29日には、シリア反体制派の司令官たちの出席する「シリア革命勝利宣言大会」が開催され、HTSのシャラア総司令官他、多くの反体制派司令官等の要人が祝辞を述べた。
2025年2月24日から25日にかけては、「シリア国民対話会議」の主会場として本宮殿が使用された。これはアサド政権崩壊後の国民の統合を意識して行われたものであり、移行期における正義の行使や、憲法と諸制度の改革を始め、国民の自由、市民社会の諸原則、経済の原則に焦点を当てられたものだった。